# Старостецкая, Эльжбета
Эльжбе́та Старосте́цкая (пол. Elżbieta Starostecka) — польская актриса театра и кино, певица. Фильмы с её участием были очень популярны в 70-е годы XX в. Заслуженный деятель культуры ПНР (1988).

## Биография
Родилась 6 октября 1943 года в Рогуве. В 1965 году окончила Киношколу в Лодзи. В 1965—1966 годах играла в Театре им. Богуславского в Калише; в 1966—1972 годах — в Новом театре в Лодзи. С 1972 года — в театрах Варшавы: пол. Teatr Rozmaitości w Warszawie (1972—1980) и «Athenaeum» (с 1980). В кино дебютировала в 1963 году, но после 1982 года почти не снимается.
Её муж — композитор, пианист Влодзимеж Корч; сын — Камиль Ежи (родился в 1971); дочь — Анна Мария (родилась в 1982).

## Фильмография
- 1964 — Эхо / Echo — Крыся Гуркувна/Krysia Górkówna, роль в титрах не указана.
- 1964 — Барышня в окошке / Panienka z okienka — Нимфа в спектакле, роль в титрах не указана.
- 1964 — Конец нашего света / Koniec naszego świata — Юлия Штейн.
- 1966 — Ад и небо / Piekło i niebo — Ангел-хранитель дедушки.
- 1966 — Жареные голубки / Pieczone gołąbki — Журналистка, роль в титрах не указана.
- 1968 — Воскрешение Оффланда / Zmartwychwstanie Offlanda — Посетительница кладбища.
- 1968 — Табличка мечты / Tabliczka marzenia — дублировала голос персонажа Ядзи, подруги Лидки, участие в титрах не указано.
- 1968 — Кукла / Lalka — Эвелина, жена барона Дальского.
- 1969 — Девичий заговор / Rzeczpospolita babska — Сержант Ядвига Рымарчик.
- 1970 — Приключения канонира Доласа, или как я развязал Вторую мировую войну / Jak rozpętałem drugą wojnę światową — Певица в таверне.
- 1970 — Паром / Prom — Ганка, дочь Вальчака.
- 1973 — Чёрные тучи / Czarne chmury (телесериал) — Анна Островская (в 5-10 сериях).
- 1975 — Ночи и дни / Noce i dnie — Тереса Остшенская-Коцелло, сестра Барбары.
- 1976 — Прокажённая / Trędowata — Стефания Рудецкая.
- 1979 — Украденная коллекция / Skradziona kolekcja — Янка Повсиньская, подруга Йоанны.
- 1982 — Отель Полан и его гости / Hotel Polan und seine Gäste (ГДР) — Эстер Полан.
- 1993 — Случай Пекосинского / Przypadek Pekosińskiego — Пани Ванда.
- 2001 — Узы крови / Więzy krwi (телесериал) — Барбара, мать Евы Кохарской (присутствовала в титрах фильма, но на экране не появилась).

## Карьера певицы
Исполняла песни в ряде телевизионных фильмов ("Приключения канонира Доласа, или как я развязал Вторую мировую войну"  и "Прокажённая" (песня Precz z moich oczu) ). С песней Za rok, może dwa дважды за один день (!) выступила на фестивале польской песни в Ополе (XVI Krajowy Festiwal Piosenki Polskiej w Opolu (недоступная ссылка)),  (Koncert "Przeboje Studia Gama" 23.06.1978 , Koncert "Mikorofon i ekran" 23.06.1978 (есть в архивах польского TV)). Подробнее о карьере певицы см. в польской версии Википедии (Elżbieta Starostecka (недоступная ссылка)).

## Награды и премии
- 1976 — «Золотой Гвоздь» — награда на седьмом плебисците популярности.
- 1977 — Премия «Złote Grono» (для наиболее популярной актрисы в сезоне 1976/77) за роль Стефании Рудецкой в фильме «Прокажённая».
- 1979 — Награда Председателя «Комитета в дела радио и телевидение» за выдающееся художественное сотрудничество.
- 1988 — Заслуженный деятель культуры ПНР.
- 2013 — Серебряная медаль «За заслуги в культуре Gloria Artis»[1].